# Sarcophaga ruficornis
A Sarcophaga ruficornis a rovarok (Insecta) osztályának kétszárnyúak (Diptera) rendjébe, ezen belül a légyalkatúak (Brachycera) alrendjébe és a húslégyfélék (Sarcophagidae) családjába tartozó faj.

## Előfordulása
A Sarcophaga ruficornis előfordulási területe a Dél-afrikai Köztársaság, a Kongói Demokratikus Köztársaság, Madagaszkár, Jemen, Kelet-Ázsia, Északi-Mariana-szigetek, Pápua Új-Guinea, Maluku-szigetek, Ausztrália, Hawaii, Amerikai Szamoa, Guam és Brazília.